# (8506) 1991 CN
A (8506) 1991 CN a Naprendszer kisbolygóövében található aszteroida. M. Arai és H. Mori fedezte fel 1991. február 5-én.